# Клайн-Лукков (Восточная Передняя Померания)
Кляйн-Луков (нем. Klein Luckow) — община в Германии, районный центр, расположен в земле Мекленбург-Передняя Померания.
Входит в состав района Иккер-Рандов. Подчиняется управлению Иккер-Рандов-Таль. Население составляет 212 человек (2009); в 2003 г. — 241. Занимает площадь 19,40 км².
| Год  | Население |
| ---- | --------- |
| 1991 | 315       |
| 1995 | 274       |
| 2000 | 260       |
| 2005 | 253       |
| 2010 | 223       |